# On My Way (chanson d'Omar Naber)
Pour les articles homonymes, voir On My Way.
Chansons représentant la Slovénie au Concours Eurovision de la chanson
Blue and Red
(2016) Hvala, ne!
(2018)
On My Way (en français « En route ») est la chanson d'Omar Naber qui représentera la Slovénie au Concours Eurovision de la chanson 2017 à Kiev, en Ukraine.